# Saint-Martin-de-Bernegoue
Saint-Martin-de-Bernegoue é uma comuna francesa na região administrativa da Nova Aquitânia, no departamento de Deux-Sèvres. Estende-se por uma área de 17,75 km². Em 2010 a comuna tinha 809 habitantes (densidade: 45,6 hab./km²).